# 内布拉斯加家具商城
内布拉斯加家具商城（英語：Nebraska Furniture Mart, NFM）是北美最大的家具用品公司，於1937年由白俄罗斯出生的露絲．布魯根（Mrs. B）在美國內布拉斯加州奥马哈以500美元投資成立。
而分店則為5家，位於內布拉斯加州奥马哈（面積為超過42萬平方呎（3.9萬平方米））、艾奥瓦州克利瓦、堪薩斯城和德克萨斯州歌洛莉。
1983年，由沃伦·巴菲特持有的波克夏·哈薩威公司以6,000萬美元收購該公司全數股權。布魯根和巴菲特接受美國全國廣播公司訪問時，表示仍將留任於該家具商城。
布魯根任職至1998年時因病去世，享年104歲。